# Baltimore Ravens 1998
La stagione 1998 dei Baltimore Ravens è stata la 3ª della franchigia nella National Football League.

## Scelte nel Draft 1998
| Giro | Giocatore       | Ruolo            | College      |
| ---- | --------------- | ---------------- | ------------ |
| 1    | Duane Starks    | Cornerback       | Miami        |
| 2    | Patrick Johnson | Wide receiver    | Oregon       |
| 5    | Martin Chase    | Defensive Tackle | Oklahoma     |
| 5    | Ryan Sutter     | Safety           | Colorado     |
| 6    | Ron Rogers      | Linebacker       | Georgia Tech |
| 6    | Sammy Williams  | Tackle           | Oklahoma     |
| 7    | Cam Quayle      | Tight end        | Weber State  |

## Calendario

### Stagione regolare
| Turno | Data               | Avversario              | Risultato          | Record             | Pubblico           |
| ----- | ------------------ | ----------------------- | ------------------ | ------------------ | ------------------ |
| 1     | 6/9/1998           | Pittsburgh Steelers     | S 20–13            | 0–1–0              | 68,847             |
| 2     | 13/9/1998          | at New York Jets        | V 24–10            | 1–1–0              | 70,063             |
| 3     | 20/9/1998          | at Jacksonville Jaguars | S 24–10            | 1–2–0              | 67,069             |
| 4     | 27/9/1998          | Cincinnati Bengals      | V 31–24            | 2–2–0              | 68,154             |
| 5     | Settimana di pausa | Settimana di pausa      | Settimana di pausa | Settimana di pausa | Settimana di pausa |
| 6     | 11/10/1998         | Tennessee Oilers        | S 12–8             | 2–3–0              | 68,561             |
| 7     | 18/10/1998         | at Pittsburgh Steelers  | S 16–6             | 2–4–0              | 58,620             |
| 8     | 25/10/1998         | at Green Bay Packers    | S 28–10            | 2–5–0              | 59,860             |
| 9     | 1/11/1998          | Jacksonville Jaguars    | S 45–19            | 2–6–0              | 68,915             |
| 10    | 8/11/1998          | Oakland Raiders         | V 13–10            | 3–6–0              | 69,037             |
| 11    | 15/11/1998         | at San Diego Chargers   | S 14–13            | 3–7–0              | 54,388             |
| 12    | 22/11/1998         | at Cincinnati Bengals   | V 20–13            | 4–7–0              | 52,571             |
| 13    | 29/11/1998         | Indianapolis Colts      | V 38–31            | 5–7–0              | 68,898             |
| 14    | 6/12/1998          | at Tennessee Oilers     | S 16–14            | 5–8–0              | 31,124             |
| 15    | 13/12/1998         | Minnesota Vikings       | S 38–28            | 5–9–0              | 69,074             |
| 16    | 20/12/1998         | at Chicago Bears        | S 24–3             | 5–10–0             | 40,853             |
| 17    | 27/12/1998         | Detroit Lions           | V 19–10            | 6–10–0             | 68,045             |